# Superprestige 2018-2019
Navigation
2017-2018 2019-2020
Le Superprestige 2018-2019 est la 37e édition du Superprestige, compétition qui se déroule entre le 14 octobre 2018 et le 16 février 2019. Le challenge est composé de huit manches pour les élites hommes, élites femmes, espoirs et juniors qui ont lieu en Belgique et aux Pays-Bas. Toutes les épreuves font partie du calendrier de la saison de cyclo-cross masculine et féminine 2018-2019.
Le calendrier est identique à celui de la saison précédente. Pour cette édition, les espoirs courent avec les élites, mais les classements généraux sont distincts. Un classement général pour les espoirs femmes est également mis en place.

## Barème
Les 15 premiers de chaque course marquent des points pour le classement général selon le tableau suivant :
| Position           | 1er | 2e | 3e | 4e | 5e | 6e | 7e | 8e | 9e | 10e | 11e | 12e | 13e | 14e | 15e |
| Classement général | 15  | 14 | 13 | 12 | 11 | 10 | 9  | 8  | 7  | 6   | 5   | 4   | 3   | 2   | 1   |

## Hommes élites

### Résultats
| # | Date        | Lieu                                       | Vainqueur            | Deuxième               | Troisième         | Leader du classement général |
| - | ----------- | ------------------------------------------ | -------------------- | ---------------------- | ----------------- | ---------------------------- |
| 1 | 14 octobre  | Gieten (Cyclo-cross de Gieten)             | Mathieu van der Poel | Wout van Aert          | Toon Aerts        | Mathieu van der Poel         |
| 2 | 20 octobre  | Boom (Niels Albert CX)                     | Mathieu van der Poel | Toon Aerts             | Gianni Vermeersch | Mathieu van der Poel         |
| 3 | 28 octobre  | Ruddervoorde (Cyclo-cross de Ruddervoorde) | Mathieu van der Poel | Wout van Aert          | Toon Aerts        | Mathieu van der Poel         |
| 4 | 11 novembre | Gavere (Cyclo-cross d'Asper-Gavere)        | Mathieu van der Poel | Toon Aerts             | Wout van Aert     | Mathieu van der Poel         |
| 5 | 16 décembre | Zonhoven (Cyclo-cross de Zonhoven)         | Mathieu van der Poel | Wout van Aert          | Toon Aerts        | Mathieu van der Poel         |
| 6 | 30 décembre | Diegem (Cyclo-cross de Diegem)             | Mathieu van der Poel | Michael Vanthourenhout | Toon Aerts        | Mathieu van der Poel         |
| 7 | 10 février  | Hoogstraten (Vlaamse Aardbeiencross)       | Mathieu van der Poel | Toon Aerts             | Corné van Kessel  | Mathieu van der Poel         |
| 8 | 16 février  | Middelkerke (Noordzeecross)                | Mathieu van der Poel | Michael Vanthourenhout | Toon Aerts        | Mathieu van der Poel         |

### Classement général
| Pos. | Coureur                | Équipe                         | GIE | BOO | RUD | GAV | ZON | DIE | HOO | MID | Points |
| ---- | ---------------------- | ------------------------------ | --- | --- | --- | --- | --- | --- | --- | --- | ------ |
| 1    | Mathieu van der Poel   | Corendon-Circus                | 1   | 1   | 1   | 1   | 1   | 1   | 1   | 1   | 120    |
| 2    | Toon Aerts             | Telenet-Fidea Lions            | 3   | 2   | 3   | 2   | 3   | 3   | 2   | 3   | 107    |
| 3    | Lars van der Haar      | Telenet-Fidea Lions            | 4   | 6   | 8   | 5   | 4   | 4   | 7   | 4   | 86     |
| 4    | Wout van Aert          | Cibel-Cebon Offroad            | 2   | -   | 2   | 3   | 2   | 5   | -   | -   | 66     |
| 5    | Quinten Hermans        | Telenet-Fidea Lions            | DNF | 4   | 11  | 7   | 13  | 7   | 6   | 5   | 59     |
| 6    | Michael Vanthourenhout | Marlux-Bingoal                 | DNF | 7   | 5   | DNF | 10  | 2   | 12  | 2   | 58     |
| 7    | Jens Adams             | Pauwels Sauzen-Vastgoedservice | 11  | 9   | 13  | 8   | 5   | 10  | 10  | 9   | 53     |
| 8    | Tom Meeusen            | Corendon-Circus                | 12  | 10  | 6   | 6   | 9   | 13  | 9   | 11  | 52     |
| 9    | Gianni Vermeersch      | Steylaerts-777                 | 10  | 3   | 14  | 9   | 8   | 12  | DNF | 7   | 49     |
| 10   | Joris Nieuwenhuis      | Sunweb                         | 9   | 14  | 15  | 21  | 7   | 8   | 8   | 8   | 43     |

## Femmes élites

### Résultats
| # | Date        | Lieu                                       | Vainqueur           | Deuxième                   | Troisième                  | Leader du classement général |
| - | ----------- | ------------------------------------------ | ------------------- | -------------------------- | -------------------------- | ---------------------------- |
| 1 | 14 octobre  | Gieten (Cyclo-cross de Gieten)             | Annemarie Worst     | Marianne Vos               | Alice Maria Arzuffi        | Annemarie Worst              |
| 2 | 20 octobre  | Boom (Niels Albert CX)                     | Kim Van De Steene   | Alice Maria Arzuffi        | Sanne Cant                 | Annemarie Worst              |
| 3 | 28 octobre  | Ruddervoorde (Cyclo-cross de Ruddervoorde) | Marianne Vos        | Annemarie Worst            | Kim Van De Steene          | Annemarie Worst              |
| 4 | 11 novembre | Gavere (Cyclo-cross d'Asper-Gavere)        | Alice Maria Arzuffi | Nikki Brammeier            | Sanne Cant                 | Annemarie Worst              |
| 5 | 16 décembre | Zonhoven (Cyclo-cross de Zonhoven)         | Sanne Cant          | Denise Betsema             | Ceylin Del Carmen Alvarado | Alice Maria Arzuffi          |
| 6 | 30 décembre | Diegem (Cyclo-cross de Diegem)             | Sanne Cant          | Annemarie Worst            | Denise Betsema             | Sanne Cant                   |
| 7 | 10 février  | Hoogstraten (Vlaamse Aardbeiencross)       | Sanne Cant          | Annemarie Worst            | Denise Betsema             | Sanne Cant                   |
| 8 | 16 février  | Middelkerke (Noordzeecross)                | Denise Betsema      | Ceylin Del Carmen Alvarado | Loes Sels                  | Sanne Cant                   |

### Classement général
| Pos. | Coureur                    | Équipe                         | GIE | BOO | RUD | GAV | ZON | DIE | HOO | MID | Points |
| ---- | -------------------------- | ------------------------------ | --- | --- | --- | --- | --- | --- | --- | --- | ------ |
| 1    | Sanne Cant                 | Corendon-Circus                | 7   | 3   | 6   | 3   | 1   | 1   | 1   | 4   | 102    |
| 2    | Annemarie Worst            | Steylaerts-777                 | 1   | 4   | 2   | 4   | 9   | 2   | 2   | 8   | 96     |
| 3    | Denise Betsema             | Marlux-Bingoal                 | 6   | -   | 4   | 10  | 2   | 3   | 3   | 1   | 83     |
| 4    | Ceylin del Carmen Alvarado | Corendon-Circus                | 13  | 5   | 5   | 7   | 3   | 9   | 5   | 2   | 79     |
| 5    | Alice Maria Arzuffi        | Steylaerts-777                 | 3   | 2   | 7   | 1   | 5   | 15  | 10  | 12  | 73     |
| 6    | Eva Lechner                | Creafin-Tüv Süd                | 11  | 9   | 15  | 6   | 11  | 4   | 6   | 6   | 60     |
| 7    | Nikki Brammeier            | Mudiiita Cycling               | 14  | -   | 10  | 2   | 4   | 7   | 9   | -   | 50     |
| 8    | Loes Sels                  | Pauwels Sauzen-Vastgoedservice | 4   | -   | -   | -   | 6   | -   | 4   | 3   | 47     |
| 9    | Maud Kaptheijns            | Crelan-Charles                 | 5   | 10  | 9   | DNF | 8   | 5   | -   | DNF | 43     |
| 10   | Ellen Van Loy              | Telenet-Fidea Lions            | 9   | 6   | 9   | 13  | -   | 17  | 7   | DNF | 37     |

## Hommes espoirs

### Classement général
| Pos | Coureur         | Points |
| --- | --------------- | ------ |
| 1   | Thomas Pidcock  | 61     |
| 2   | Ben Turner      | 33     |
| 3   | Eli Iserbyt     | 32     |
| 4   | Jakob Dorigoni  | 27     |
| 5   | Toon Vandebosch | 22     |
| 6   | Ryan Kamp       | 14     |
| 7   | Timo Kielich    | 13     |
| 8   | Loris Rouiller  | 12     |
| 9   | Thymen Arensman | 11     |
| 10  | Thomas Mein     | 10     |

## Femmes espoirs

### Classement général
| Pos | Coureuse                   | Points |
| --- | -------------------------- | ------ |
| 1   | Ceylin Del Carmen Alvarado | 62     |
| 2   | Inge van der Heijden       | 43     |
| 3   | Fleur Nagengast            | 39     |
| 4   | Yara Kastelijn             | 22     |
| 5   | Shirin van Anrooij         | 21     |
| 6   | Anna Kay                   | 20     |
| 7   | Manon Bakker               | 19     |
| 8   | Aniek van Alphen           | 14     |
| 9   | Marion Norbert Riberolle   | 14     |
| 10  | Puck Pieterse              | 13     |

## Hommes juniors

### Résultats
| # | Date        | Lieu                                       | Vainqueur       | Deuxième         | Troisième            | Leader du classement général |
| - | ----------- | ------------------------------------------ | --------------- | ---------------- | -------------------- | ---------------------------- |
| 1 | 14 octobre  | Gieten (Cyclo-cross de Gieten)             | Witse Meeussen  | Luke Verburg     | Thibau Nys           | Witse Meeussen               |
| 2 | 20 octobre  | Boom (Niels Albert CX)                     | Lennert Belmans | Yorben Lauryssen | Joachim Van Looveren | Yente Peirens                |
| 3 | 28 octobre  | Ruddervoorde (Cyclo-cross de Ruddervoorde) | Witse Meeussen  | Ryan Cortjens    | Pim Ronhaar          | Witse Meeussen               |
| 4 | 11 novembre | Gavere (Cyclo-cross d'Asper-Gavere)        | Ryan Cortjens   | Witse Meeussen   | Pim Ronhaar          | Witse Meeussen               |
| 5 | 16 décembre | Zonhoven (Cyclo-cross de Zonhoven)         | Ryan Cortjens   | Ben Tulett       | Thibau Nys           | Witse Meeussen               |
| 6 | 30 décembre | Diegem (Cyclo-cross de Diegem)             | Witse Meeussen  | Ben Tulett       | Ryan Cortjens        | Witse Meeussen               |
| 7 | 10 février  | Hoogstraten (Vlaamse Aardbeiencross)       | Thibau Nys      | Ryan Cortjens    | Witse Meeussen       | Witse Meeussen               |
| 8 | 16 février  | Middelkerke (Noordzeecross)                | Witse Meeussen  | Thibau Nys       | Joran Wyseure        | Witse Meeussen               |

### Classement général
| Pos | Coureur              | Points |
| --- | -------------------- | ------ |
| 1   | Witse Meeussen       | 98     |
| 2   | Ryan Cortjens        | 81     |
| 3   | Lennert Belmans      | 76     |
| 4   | Thibau Nys           | 67     |
| 5   | Luke Verburg         | 65     |
| 6   | Wout Vervoort        | 55     |
| 7   | Yente Peirens        | 46     |
| 8   | Joachim Van Looveren | 46     |
| 9   | Joran Wyseure        | 39     |
| 10  | Pim Ronhaar          | 38     |